# 张仁初
张仁初（1909年12月9日—1969年11月4日），中国人民解放军中将，获朝鲜民主主义人民共和国一级自由独立勋章，1955年获二级八一勋章、一级独立自由勋章、一级解放勋章。